# Psidium rostratum
Psidium rostratum är en myrtenväxtart som beskrevs av Mcvaugh. Psidium rostratum ingår i släktet Psidium och familjen myrtenväxter. Inga underarter finns listade i Catalogue of Life.